# GOG.com

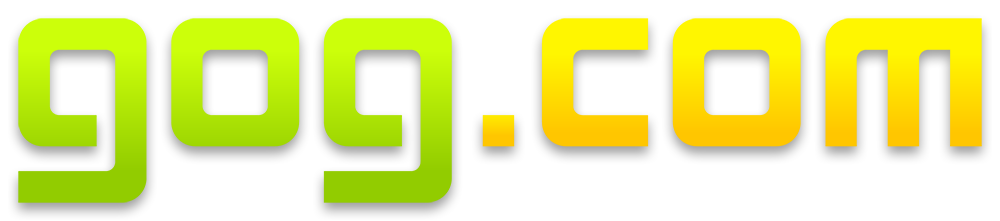
Logo from 2008 to 2014

GOG.com (în trecut Good Old Games (în română: Jocuri vechi și bune) este o platformă de distribuire digitală pentru jocuri video și filme. Este operată de GOG sp. z o.o., o subsidiară deținută integral de CD Projekt cu sediul în Varșovia, Polonia. GOG.com livrează jocuri video lipsite de DRM prin platforma sa digitală pentru Microsoft Windows, macOS și Linux.

## Istoric
În perioada guvernării comuniste din Polonia (Republica Populară Polonă) , legile privind drepturile de autor erau rareori aplicate, iar încălcarea acestora era răspândită. După schimbarea regimului politic, percepția consumatorilor asupra drepturilor de autor a rămas în mare parte neschimbată, ceea ce a îngreunat activitatea distribuitorilor legali de jocuri video; versiunile piratate sau contrafăcute erau adesea vândute în piețele deschise alături de copii legitime, dar la prețuri mult mai mici.
CD Projekt a fost fondată în 1994 de Marcin Iwiński și Michał Kiciński, cu scopul de a introduce în mod legal pe piața poloneză titluri de jocuri video străine. Cei doi obțineau drepturi de import de la editori internaționali și, acolo unde era posibil, localizau jocurile prin traducerea textelor și a replicilor audio în limba polonă. Jocurile erau apoi ambalate cu manuale de instrucțiuni localizate și alte materiale adiționale, într-o tentativă de a atrage cumpărătorii departe de versiunile piratate. Primul lor succes major a fost cu jocul Baldur's Gate (1998), care a înregistrat 18.000 de unități vândute în prima zi de lansare în Polonia.
În anii 2000, distribuția digitală a cunoscut o dezvoltare semnificativă, fiind însoțită de utilizarea pe scară largă a sistemelor de administrare a drepturilor digitale (DRM). În acest context, CD Projekt a lansat, în 2008, subsidiara Good Old Games (ulterior cunoscută ca GOG.com), cu scopul de a distribui versiuni fără DRM ale jocurilor clasice prin intermediul platformelor digitale. Folosindu-se de experiența anterioară în compatibilizarea jocurilor vechi cu platforme moderne și localizarea acestora, compania a urmărit să ofere o alternativă legală atractivă la pirateria digitală. Primul partener major al serviciului a fost Interplay, urmat de Ubisoft, ceea ce a facilitat atragerea și a altor editori în proiect.

## Caracteristici
Bunurile digitale oferite (jocuri video și filme) pot fi achiziționate și descărcate online, fiind distribuite fără sisteme de administrare a drepturilor digitale (DRM). Utilizatorul nu trebuie să instaleze un client special pentru a descărca sau rula jocurile. Instalatoarele sunt independente de contul GOG.com, dar utilizarea lor este guvernată de termenii EULA ai companiei. EULA-ul menționează formula „licențiat, nu vândut”, ceea ce a generat dezbateri privind proprietatea bunurilor digitale. După descărcare, software-ul poate fi folosit în scop personal, inclusiv instalarea pe mai multe dispozitive, arhivarea și modificarea.
În Uniunea Europeană, Curtea de Justiție a stabilit că deținătorii drepturilor de autor nu pot împiedica revânzarea unui software vândut digital, în baza principiului epuizării dreptului de autor.